# Lonž
Lonž je dlouhá, většinou plochá, vodicí šňůra, která se používá při lonžování.

## Popis
Lonž obvykle měří 8 až 10 metrů a je 3 až 4 cm široká. Na jednom konci je opatřena smyčkou, která zůstává lonžujícímu v ruce. Na druhém konci je upevněna pevná kovová karabina, která slouží k přichycení na ohlávku, lonžovací obnosek nebo na kroužek udidla. Lonž se vyrábí z různých materiálů, často se používá nylon nebo bavlna. Konec s karabinou může být vyztužen kůží. Někdy se na lonži nacházejí zarážky proti prokluzování jako na otěžích.

## Způsoby zapínání lonže
Na vnitřní kroužek udidlaKarabinu zapneme na udidlový kroužek, který je na vnitřní straně kruhu, na němž lonžujeme. Udidlo by mělo být opatřeno gumovými kroužky, aby se zabránilo jeho prokluzování ze strany na stranu. Při změně směru musíme lonž přepnout.
Na vnější kroužek udidla s provléknutím pod bradouLonž nejprve provlékneme vnitřním kroužkem udidla, vedeme ji pod bradou koně a zapneme na vnější kroužek udidla. Při tomto způsobu hrozí nebezpečí, že udidlo bude tlačit na horní patro v koňské hubě, protože lonž sevře kroužky udidla k sobě a udidlo se tak vzpříčí. Při změně směru musíme lonž přepnout.
Na vnější kroužek udidla s provléknutím přes nátylníkLonž vedeme vnitřním kroužkem udidla přes nátylník a zapneme do vnějšího kroužku udidla. Při změně směru musíme lonž přepnout.
Na lonžovací spojkuLonž připneme na kroužek na lonžovací spojce. Stejně jako při zapínání lonže na vnější kroužek udidla s provléknutím pod bradou, i tento způsob může zapříčinit vzpříčení udidla a jeho nežádoucí tlak. Při změně směru nemusíme lonž přepínat.
Na lonžovací obnosekLonž připneme na jeden ze tří kroužků na obnosku. Pokud připínáme na prostřední kroužek, při změně směru nemusíme lonž přepínat, jinak ano.

## Používání
Lonžující by si nikdy neměl lonž omotávat kolem ruky, kůň by ho totiž v případě splašení či polekání mohl táhnout za omotanou ruku. Pokud koně lonžujeme na levou ruku, levou rukou nám lonž pouze prochází, smotaný konec držíme (společně s lonžovacím bičem) v pravé ruce. Při lonžování na pravou stranu je to naopak. To nám zajistí snadnou manipulaci s lonží.
Během lonžování je lonž mírně prověšená, ale stále udržuje kontakt s koněm.